# Jinbei Konect
Jinbei Konect или Jinbei Guanjing (观境) — среднеразмерный кроссовер с тремя рядами сидений, выпускающийся подразделением Jinbei совместного предприятия Renault Brilliance Jinbei.

## Описание
Jinbei Konect был представлен в 2018 году на Пекинском автосалоне. В Китае цены на Jinbei Konect варьируются от 75900 до 102900 юаней.

## Технические характеристики
Jinbei Konect оснащается 1,5-литровым рядным четырёхцилиндровым бензиновым двигателем с турбонаддувом мощностью 150 л. с. или же 1,6-литровым рядным четырёхцилиндровым бензиновым двигателем мощностью 118 л. с.